# Zultanite
Zultanite (tiếng Thổ Nhĩ Kì:Sultanit hay Türk diyasporu) là tên gọi trên thị trường của nhiều loại đá quý trong quặng bô xit, được khai thác tại dãy núi İlbir của miền tây nam Thổ Nhĩ Kỳ ở độ cao trên 4.000 foot (1.200 m). Tùy thuộc vào nguồn phát sáng mà màu sắc của zultanite biến đổi giữa màu lục hơi vàng, màu vàng kim nhạt, và màu hồng tím.